# Leominster
Leominster (/ˈlɛmənstər/) é uma cidade localizada no condado de Worcester no estado estadounidense de Massachusetts. No Censo de 2010 tinha uma população de 40.759 habitantes e uma densidade populacional de 530,18 pessoas por km². Leominster está localizada ao norte de Worcester e ao oeste de Boston. A Rota 2 e a Rota 12 passam através de Leominster. A Interstate 190, a Route 13, e a Route 117 têm pontos de partida/final em Leominster.

## Geografia
Leominster encontra-se localizada nas coordenadas 42° 31′ 15″ N, 71° 46′ 15″ O. Segundo a Departamento do Censo dos Estados Unidos, Leominster tem uma superfície total de 76.86 km², da qual 74.63 km² correspondem a terra firme e (2.9%) 2.23 km² é água.

## Demografia
Segundo o censo de 2010, tinha 40.759 pessoas residindo em Leominster. A densidade populacional era de 530,28 hab./km². Dos 40.759 habitantes, Leominster estava composto pelo 83.85% brancos, o 5.05% eram afroamericanos, o 0.18% eram amerindios, o 2.76% eram asiáticos, o 0.06% eram insulares do Pacífico, o 5.28% eram de outras raças e o 2.82% pertenciam a duas ou mais raças. Do total da população o 14.48% eram hispanos ou latinos de qualquer raça.